# Phil Silvers
Phil Silvers (11 de maio de 1911 - 01 de novembro de 1985) foi um ator e comediante norte-americano, conhecido como o "Rei do Chutzpah". Sua carreira como artista profissional durou quase seis décadas. Ele ganhou popularidade quando estrelou na sitcom dos anos 1950 The Phil Silvers Show, na qual interpretou o sargento Ernie Bilko e pelo qual ganhou dois Primetime Emmy Awards. Silvers também estrelou os filmes Deu a Louca no Mundo (1963) e Um Escravo das Arábias em Roma (1966). Ele também ganhou dois Tony Awards por suas atuações nos musicais Top Banana e A Funny Thing Happened on the Way to the Forum. 

## Biografia
Nascido em 11 de maio de 1911, no Brooklyn, Nova York, Phil Silvers era o oitavo filho e caçula de imigrantes judeus russos, Saul e Sarah (née Handler) Silver. Aos 13 anos, já trabalhava como cantor na revista musical de Gus Edwards.
Sua estréia no cinema ocorreu no filme Desfile Triunfal, em 1940. Durante as duas décadas seguintes, Silvers trabalhou nos estúdios da MGM, Columbia Pictures, e 20th Century Fox, em filmes como Balas Contra a Gestapo com Humphrey Bogart em 1941, Se Você Fosse Sincera (1941), Turbilhão (1943), Alegria, Rapazes! (ao lado de Carmen Miranda), Modelos em 1944 e Casa, Comida e Carinho em 1950. Seu papel de maior destaque no cinema se deu em Top Banana de 1954, onde ele interpreta um egocêntrico chamado Jerry Biffle, sempre ocupado em ter um grande programa de televisão (personagem baseado em Milton Berle, segundo alguns), Silvers levou o personagem para os palcos teatrais e ganhou um prêmio Tony por sua atuação.
Phil Silvers tornou-se popular em 1955, quando estrelou como o Sargento Ernest G. Bilko em "You'll Never Get Rich",  mais tarde renomeado para The Phil Silvers Show. A comédia militar se tornou um sucesso da televisão e em 1958, a CBS mudou o show para seu horário nobre às sextas-feiras.

## Trabalhos

### Cinema
| - Ups and Downs (1937) - Here's Your Hat (1937) - The Candid Kid (1938) - Strike Up the Band (1940) - Hit Parade of 1941 (1940) - The Wild Man of Borneo (1941) - The Penalty (1941) - Tom, Dick and Harry (1941) - Ice-Capades (1941) - Lady Be Good (1941) - You're in the Army Now (1941) - All Through the Night (1942) - Roxie Hart (1942) - My Gal Sal (1942) - Footlight Serenade (1942) - Tales of Manhattan (1942) (cena deletada) - Just Off Broadway (1942) - Coney Island (1943) - A Lady Takes a Chance (1943) - Four Jills in a Jeep (1944) - Cover Girl (1944) - Take It or Leave It (1944) - Something for the Boys (1944) - Diamond Horseshoe (1945) - Don Juan Quilligan (1945) | - A Thousand and One Nights (1945) - If I'm Lucky (1946) - Summer Stock (1950) - Top Banana (1954) - Lucky Me (1954) - Something's Got to Give (1962) (incompleto) - 40 Pounds of Trouble (1962) - It's a Mad, Mad, Mad, Mad World (1963) - A Funny Thing Happened on the Way to the Forum (1966) - A Guide for the Married Man (1967) - Follow That Camel (1967) - Buona Sera, Mrs. Campbell (1968) - The Boatniks (1970) - Hollywood Blue (1970) - The Strongest Man in the World (1975) - Won Ton Ton, the Dog Who Saved Hollywood (1976) - The Chicken Chronicles (1977) - The Night They Took Miss Beautiful (1977) - The Cheap Detective (1978) - Racquet (1979) - The Happy Hooker Goes Hollywood (1980) - There Goes the Bride (1980) |

### Televisão
- The Phil Silvers Show (1955-1959)
- Keep in Step (1959)
- The Ballad of Louie the Louse (1959)
- The Slowest Gun in the West (1960)
- Judy and Her Guests, Phil Silvers and Robert Goulet (1963)
- The New Phil Silvers Show (1963-1964)
- Gilligans Island (1966)
- At Your Service (1966)
- Damn Yankees (1967)
- The Beverly Hillbillies (1969-1970)
- Eddie (1971)
- Bob Hope in Joys (1976)
- The Night They Took Miss Beautiful (1977)
- Goldie and the Boxer (1979)
- Take Me Up to the Ball Game (1980) (voz)

### Teatro
- Yokel Boy (1939)
- High Button Shoes (1947)
- Top Banana (1951)
- Do Re Mi (1960)
- Les Poupées de Paris (1962)
- How the Other Half Loves (1970)
- A Funny Thing Happened on the Way to the Forum (1971)

## Vida pessoal
Phil Silvers foi casado duas vezes, com Evelyn Patrick e Jo-Carroll Dennison. Ambos os casamentos terminaram em divórcio, ele teve cinco filhas com sua segunda esposa.

## Morte
Silvers morreu com 74 anos de causas naturais em 1 de novembro de 1985, no distrito residencial de Century City na Califórnia. Ele foi enterrado no Monte Sinai Memorial Park Cemetery, em Los Angeles.

## Legado
Phil Silvers foi nomeado a quatro prêmios Emmy ao longo de sua carreira, ganhando um em 1956 por seu personagem no Phil Silvers Show. Silvers também recebeu dois Tony Award de "melhor performance de um ator em musical" em 1952 e em 1972. Em 1996, o TV Guide classificou-o na 31° posição entre "as 50 maiores estrelas da TV de todos os tempos". Dick Van Dyke, que fez sua estréia na TV no The Phil Silvers Show disse que "sempre foi fascinado com senso de oportunidade de Phil". Em 2014, foi homenageado no "OFTA TV Hall of Fame" por seu legado na televisão americana.